# Шапкин, Геннадий Валентинович
Генна́дий Валенти́нович Ша́пкин (29 января 1957, Краснодар — 22 февраля 2025) — советский футболист, полузащитник и нападающий.

## Карьера
Большую часть карьеры провёл в клубе «Актюбинец», где с перерывом играл до 1990 года, принял за это время участие в 272 встречах команды и забил 115 голов, благодаря чему стал лучшим бомбардиром за всю историю клуба.
В 1982 году в составе «Кубани» дебютировал в Высшей лиге СССР, где провёл 4 матча. В 1991 году выступал за армавирское «Торпедо», в 11 играх забил 1 мяч.
Скончался 22 февраля 2025 года в возрасте 68 лет.